# Городские стены Дубровника
Стены Дубровника — комплекс оборонительных сооружений вокруг исторической части города, строились на протяжении XII-XVII вв. С 1979 года старая часть города Дубровника, куда относятся и стены, включены в объекты Всемирного наследия ЮНЕСКО. Длина стен 1940 м, высота — до 25 м, ширина — 1,5-3 м со стороны моря и 4-6 м с суши.
Строительство первых известняковых укреплений вокруг города началось в раннем средневековье, еще в конце VIII в. Более похожие на современные стены очертания укрепления получили уже в XIII в. Так, по плану 1292 года стенами окружён весь город, за исключением монастыря, который перешёл под защиту Дубровника позже, в XIV в. Тогда же в целом стены приобрели современный вид. Комплекс включает в себя башню Минчета, форт Бокар, крепости Ревелин и Ловренац и другие укрепления. О мастерстве дубровницких фортификаторов свидетельствует то, что стены спокойно перенесли сильное землетрясение 1667 года.

## Укрепления

### Башня Минчета

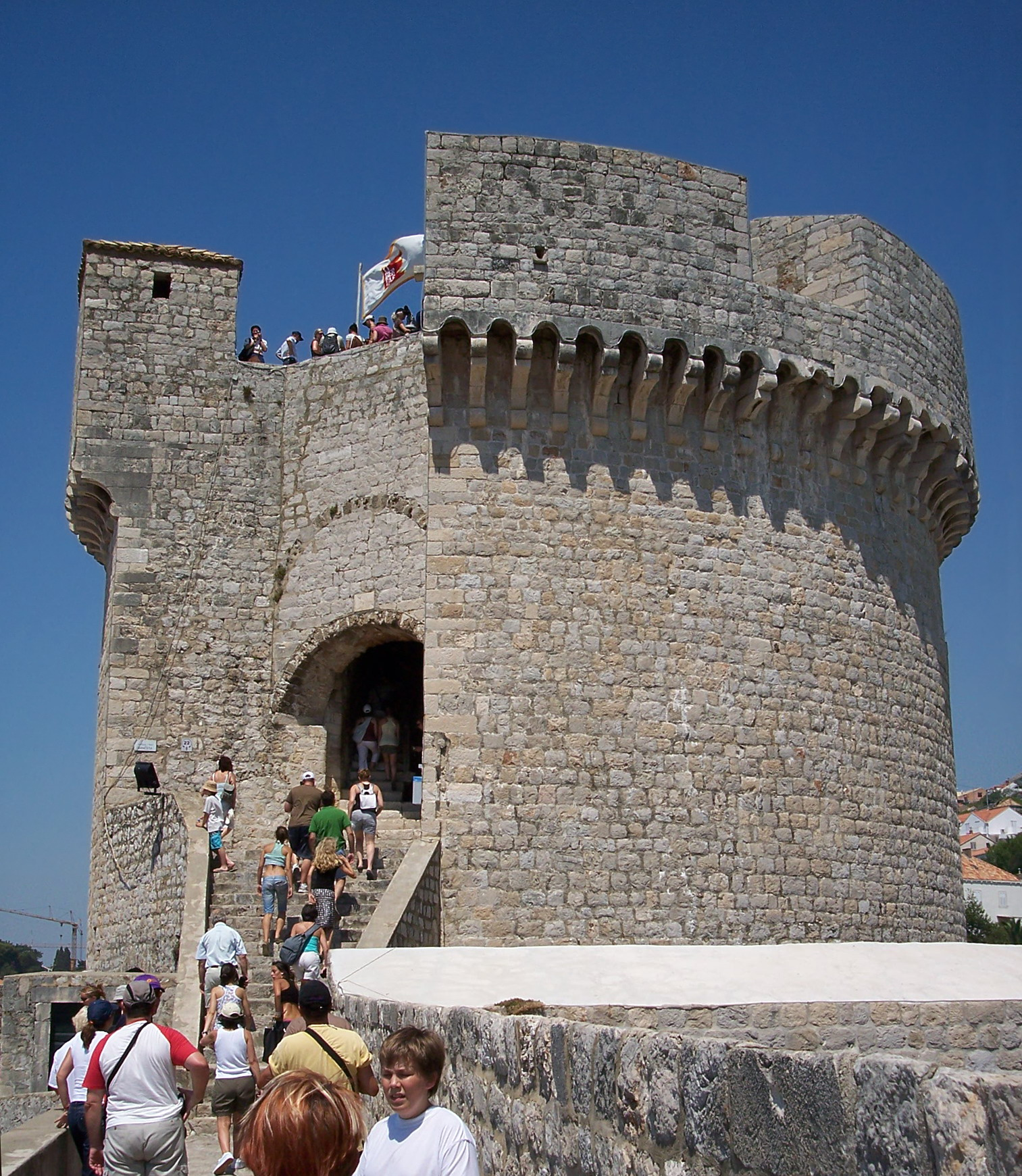
Башня Минчета

Башня Минчета - символ Дубровника. Первую маленькую башню квадратной формы на этом месте спроектировал Никифор Ранина в 1319. Благодаря своей высоте и массивности башня доминировала над северо-западной частью старого города и городских стен.
В середине XV в. вокруг четырехугольной башни построили новую круглую башню с учётом новых реалий ведения войны и применив метод возведения стен уступом. Стены нового здания были 6 м толщиной, имели ряд бойниц для стрелков.
Архитектор и скульптор Джорджио да Шебенико из Задара продолжил работу над башней Минчета. Он спроектировал и построил высокую узкую круглую башню, строительство которой было завершено в 1464 году. Впоследствии Минчета стала символом непобедимости Дубровника.

### Форт Бокар

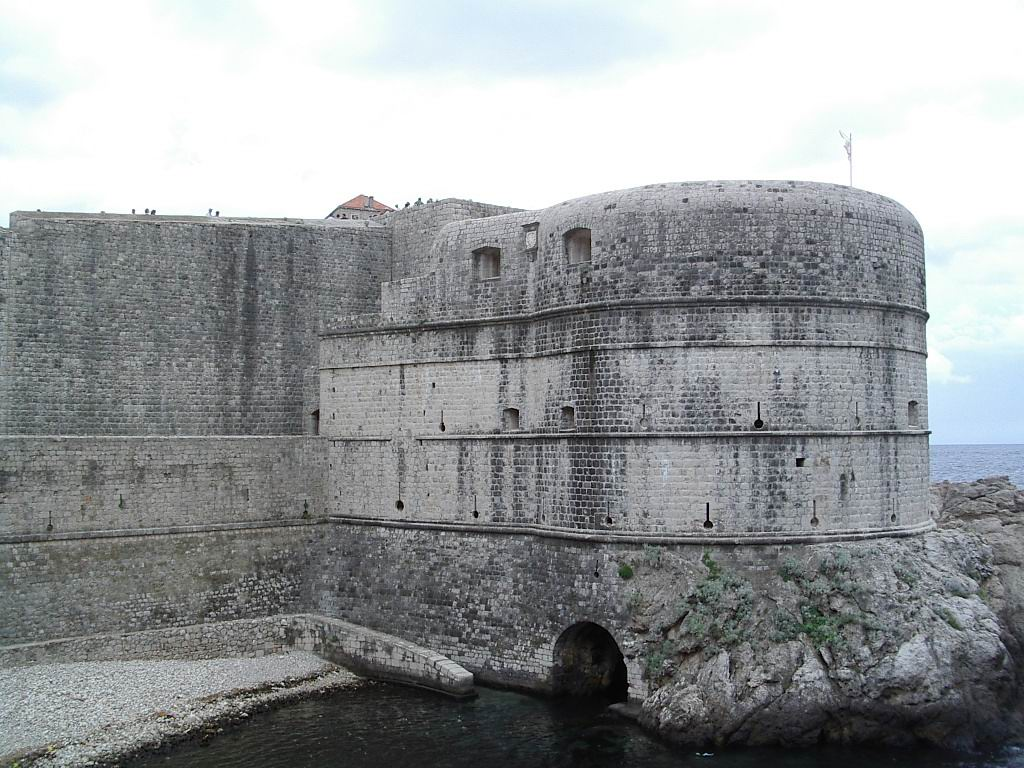
Форт Бокар

Бокар строили под руководством Микелоццо ди Бартоломео в течение почти 80 лет. Здание украшено красивой каменной диадемой вокруг верхней части сооружения. Её задачей в своё время была защита основных ворот, рва и моста, сегодня же помещения и открытые площадки используются как сцены для различных мероприятий.
Форт Бокар часто называют одним из самых красивых примеров гармоничной и функциональной фортификационной архитектуры. Он был задуман как ключевой пункт обороны главных ворот в западной части города.

### Крепость Святого Иоанна

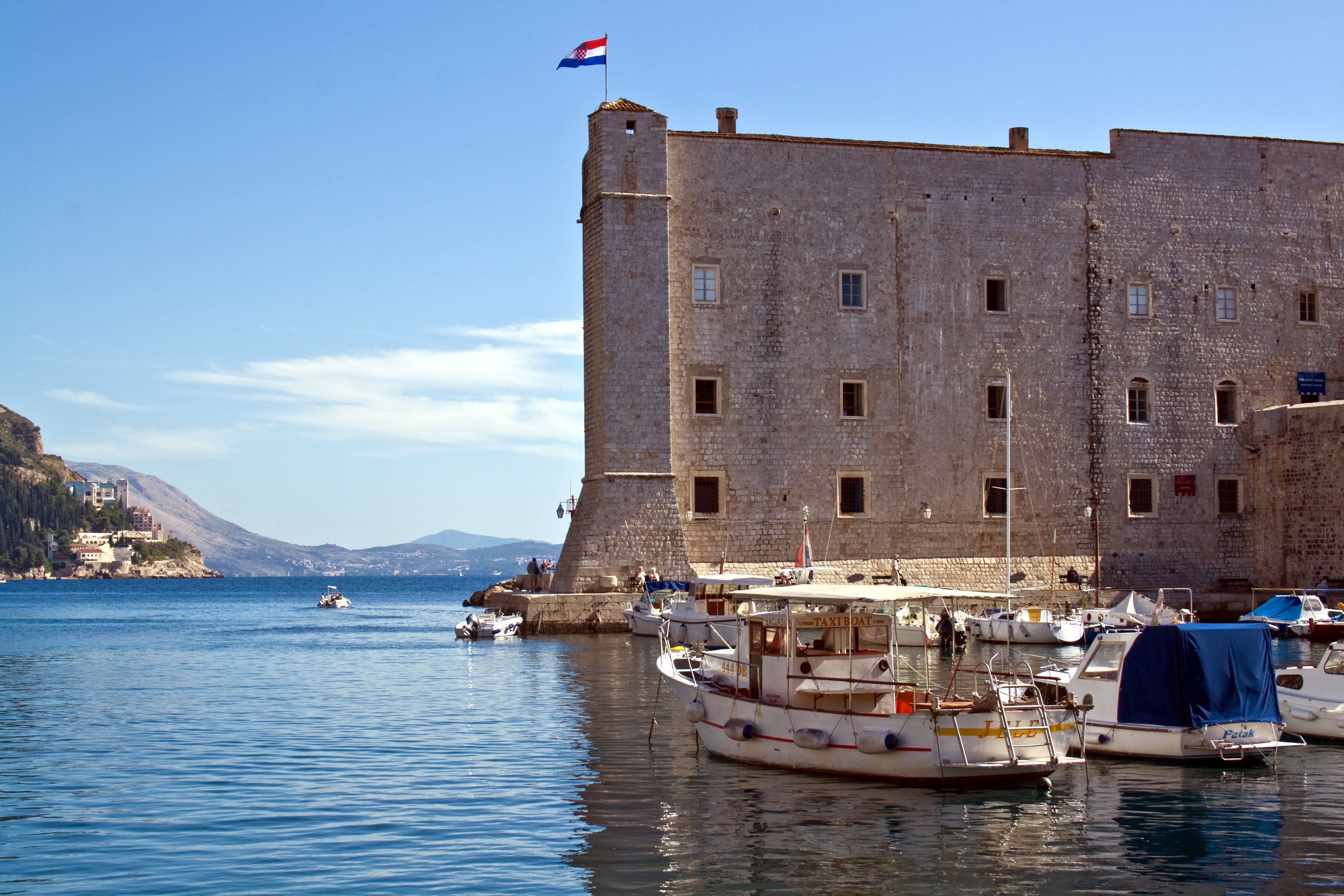
Крепость Святого Иоанна

Монументальное здание в юго-восточной части старого города, контролирует и защищает морские ворота. Первый форт был построен в середине XIV в., но он был изменен несколько раз на протяжении XV-XVI вв.
Крепость возвышается над портом, её задачей было предотвращение бесконтрольного проникновения в город с моря пиратов и вражеских кораблей. Вход в порт жители Дубровника закрывали цепями, протянутыми от крепости к пристани Кассе.
Сейчас в крепости размещаются аквариум (на первом этаже) и этнографическо-морской музей.

### Крепость Ревелин

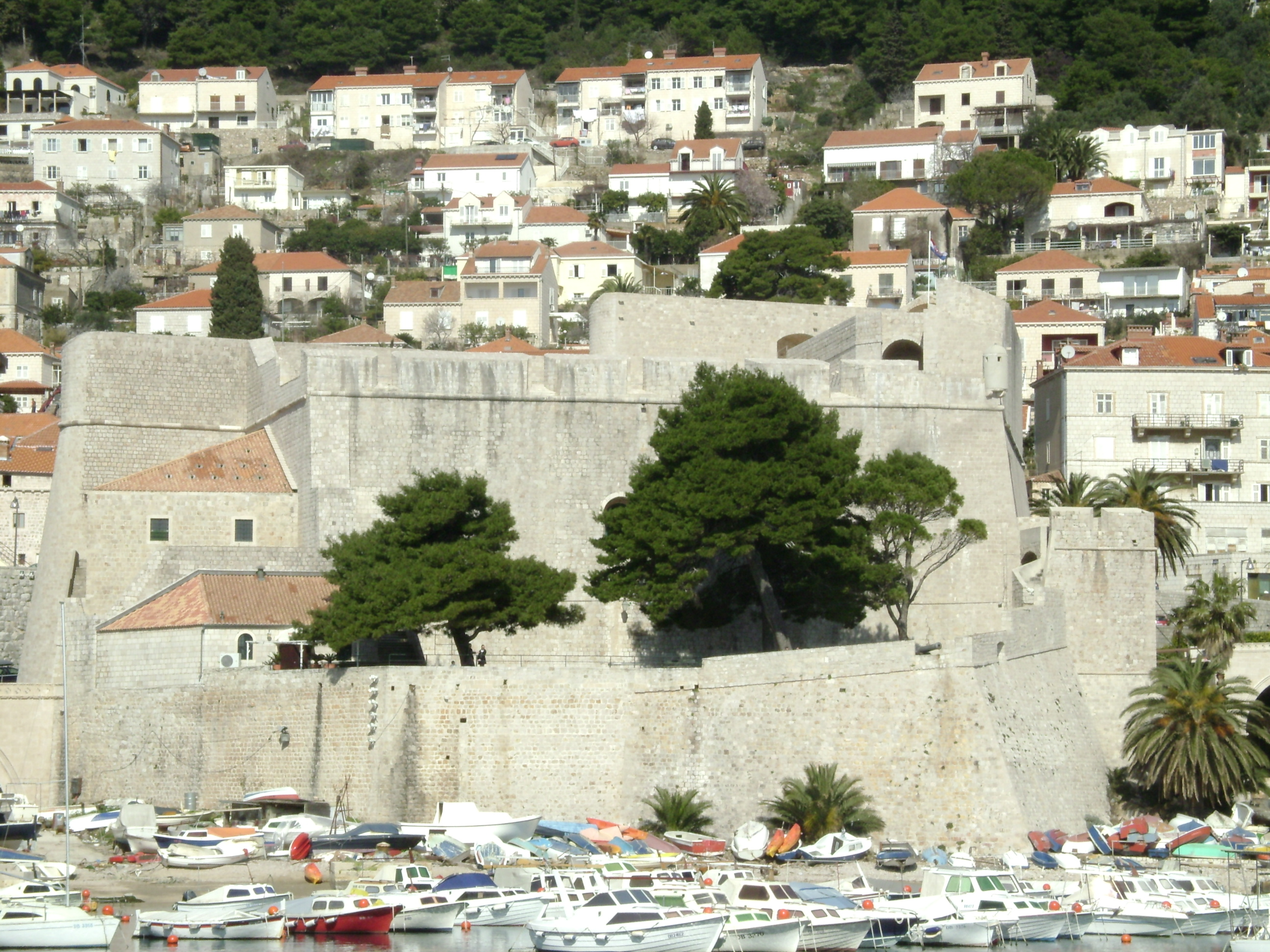
Крепость Ревелин

Название происходит от слова «равелин». После того, как Босния попала под османскую власть, а также повысилась опасность нападений со стороны Венеции, в 1462 году было построено новое укрепление напротив городских ворот, чтобы обеспечить лучшую защиту от вражеского нападения.
В 1538 году Сенат одобрил план построения нового, значительно более мощного равелина — собственно крепости Ревелин. Возведение укрепления заняло 11 лет, в течение которых в городе не проводили никаких строительных работ — все силы были брошены на строительство крепости.
Новый Ревелин стал сильнейшей городской крепостью и надёжно защитил подход к городу с востока. Его форма — неправильный четырехугольник, одна из стен ниже со стороны моря, от суши защищен глубоким рвом. Мост через ров соединяет Ревелин с воротами, с другой стороны другой мост переброшен на восточную окраину города.